# فلسطين الانتدابية 5–1 لبنان
مباراة كرة القدم بين فلسطين الانتدابية ولبنان هي مباراة كرة قدم أقيمت يوم 27 أبريل 1940 على أرضية ملعب مكابيه في تل أبيب. بين المنتخبين الوطنيين لفلسطين الانتدابية ولبنان. هذه المباراة هي المباراة الدولية الرسمية الأولى للبنان، والأخيرة لفلسطين الانتدابية تحت هذ الاسم قبل أن يصبح منتخب إسرائيل في عام 1948. أدار المباراة الحكم جون بلاكويل الذي ينتمي للجيش البريطاني، وحضرها 10000 متفرج وانتهت بفوز أصحاب الأرض بنتيجة 5–1.
كانت المباريات الرسمية التالية للبنان هي مباريات ودية ضد سوريا، واحدة في عام 1942 واثنتان في عام 1947. في عام 1948 أصبح المنتخب الوطني لفلسطين الانتدابية رسميًا منتخب إسرائيل، مع قيام دولة إسرائيل، وكانت مباراتهم الرسمية التالية في مباراة ودية ضد قبرص في عام 1949.
من بين 11 لاعباً في لبنان، شارك ستة منهم في مباراة دولية أخرى على الأقل. كان شالوم شالومزون اللاعب الوحيد في فلسطين الانتدابية الذي ظهر على المستوى الدولي مرة أخرى.

## خلفية
خلال الثلاثينيات، كانت لبنان وجهة منتظمة للمقابلات الودية من قبل أندية كرة القدم من فلسطين الانتدابية. فرق مثل مكابي تل أبيب، مكابي بتاح تكفا ومكابي حيفا لعبت بانتظام فرقًا من بيروت، صور وصيدا. في نهاية عام 1939، زار رئيس الاتحاد اللبناني لكرة القدم جميل صوايا العائلة في القدس ويافا. أقام صوايا علاقات ودية مع العديد من رؤساء أندية كرة القدم الفلسطينية، وخاصة مع رئيس الاتحاد الفلسطيني لكرة القدم. خلال زيارته للقدس، التقى صوايا برئيس الاتحاد حيث رتبوا مباراة ودية بين منتخبي لبنان وفلسطين الانتدابية في تل أبيب.

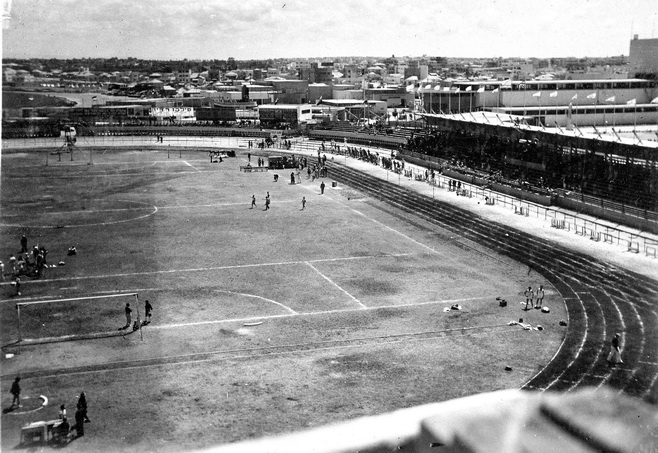
ملعب مكابيه إستضاف المباراة.

تم الإعلان عن خطط في أواخر مارس 1940 لبطولة كرة قدم مكونة من أربعة فرق مع منتخبي فلسطين الانتدابية ولبنان، وفرق من الجيش البريطاني في فلسطين والجيش الفرنسي في لبنان. ومع ذلك، مع وضع الجيشين في حالة تأهب في منتصف أبريل تحسباً لاندلاع معركة فرنسا، تم إلغاء البطولة ولم يتم المضي قدمًا سوى المباراة بين فلسطين ولبنان الانتدابية. تم تحديد المباراة يوم 27 أبريل 1940 في ملعب مكابيه الواقع على ضفاف مصب نهر العوجا في تل أبيب. عشية المباراة، تمت دعوة لاعبي فلسطين الانتدابية، ومعظمهم من اليهود، لتناول الشاي والكعك في مقهى في شارع روتشيلد. قيل لهم إن على كل لاعب الذهاب إلى غرفة تبديل الملابس في الملعب بمفرده. لم يتدرب اللاعبون على المباراة، وفي غرفة الملابس الصغيرة، حصل 14 لاعبًا على طقم باللونين الأزرق الفاتح والأبيض.
كان آرثر بار وهو مدرب كرة قدم نمساوي مسؤولاً عن اختيار تشكيلة منتخب فلسطين الانتدابية، وإرسال الاستدعاءات للاعبين. أصبح بار المدرب الفعلي حيث كان إيغون بولاك مدرب الفريق في تلك المرحلة، يقضي بعض الوقت في أستراليا. في يوم المباراة، دعا بار أرمين فايس مدرب مكابي تل أبيب، للعمل كمدرب بالنيابة في المباراة. قبل فايس المهمة وأعطى اللاعبين الفلسطينيين حديثًا قبل المباراة على الخطوط الجانبية أثناء المباراة.

## المباراة

### الملخص

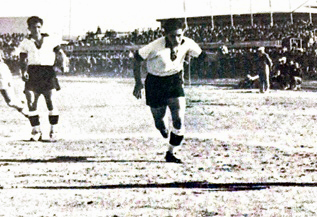
المهاجم اللبناني كميل قرداحي أثناء المباراة، سجل أول هدف دولي رسمي للبنان.

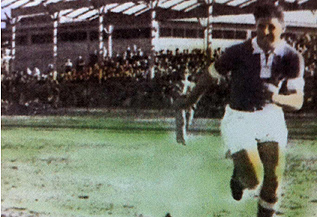
المهاجم الفلسطيني غول ماتشليس يركض نحو المرمى أثناء المباراة.

كانت المباراة أول مباراة دولية رسمية للبنان، والأخيرة لفلسطين الانتدابية. سبق لفلسطين الانتدابية أن لعبت وخسرت أربع مباريات رسمية، وجميعها في التصفيات المؤهلة لكأس العالم (اثنتان في عام 1934 واثنتان في عام 1938). من ناحية أخرى، لم تلعب لبنان سوى عدد قليل من المباريات الغير الرسمية من قبل، ضد أندية من رومانيا (نادي تيميشوارا ونادي دينامو أوراشول ستالين) والنمسا (أدميرا فاكر مودلينغ). تم تزيين الملعب بأعلام كلا البلدين، وحضر حوالي 10000 متفرج للمشاهدة، العديد منهم بريطانيون. أدار المباراة الحكم جون بلاكويل الذي ينتمي للجيش البريطاني.
في الشوط الأول، لعبت فلسطين الانتدابية ضد مجرى الريح. في الدقيقة الثانية من المباراة، سجل الجناح الأيمن من منتخب فلسطين الانتدابية هربرت مايتنر هدفاً في مرمى الحارس اللبناني ناظم صياد. تبع ذلك ركلة جزاء نفذها أفراهام شنايدروفيتس في الدقيقة 11، ضاعفًا من تقدم أصحاب الأرض. على الرغم من أن الفريق اللبناني بدأ بالرد بشكل هجومي، إلا أنه فشل في التسجيل في مرمى الحارس بنيامين مزراحي، الذي تصدى للكرة عدة مرات. وقد حظي مزراحي بشكل خاص بتشجيع الجماهير بعد تصدييه مرتين في الدقيقتين 18 و 23. استعادت فلسطين الانتدابية السيطرة على المباراة في وقت لاحق من الشوط الأول وفي الدقيقة 31 سجل غاول ماتشليس الهدف الثالث لفلسطين الانتدابية. تمت مساعدته من الجناح الأيسر وركض حول الدفاع ليسجل هدفًا. في الدقيقة 40، سجل ويرنر كاسبي كابتن فلسطين الانتدابية هدف من مجهود فردي، حيث انتهى الشوط الأول 4–0. أنقذ مزراحي ثماني تسديدات من لبنان في الشوط الأول، ورسمت عدة تسديدات «دهشة من الجماهير»، في حين وصف الحارس صياد بأنه «عمل كثيرا للمباراة».
وكان الشوط الثاني أكثر توازناً، وكانت لبنان تلعب ضد الريح. تم استبدال لاعب وسط فلسطين الانتدابية زفي فوكس في الشوط الأول بالظهير الأيسر لونيا دفورين بعد الإصابة، وانتقل الظهير الأيسر يعقوب برير إلى قلب الوسط. أعاق التغيير سيطرة فلسطين الانتدابية على المباراة. سجل المهاجم اللبناني كميل قرداحي هدفاً في مرمى مزراحي في الدقيقة 50، بمساعدة محي الدين الجارودي؛ كان قرداحي أول هداف دولي رسمي للبنان. بعد لحظات قليلة من الهدف، أرسل الجارودي الكرة إلى وسط المرمى، حيث سدد مزراحي الكرة واستلم الكرة بشكل مريح. حاولت لبنان الهجوم مرتين أخريين، قبل أن ينتقل الزخم العدواني إلى فلسطين. في الدقيقة 60 سجل كاسبي هدفه الثاني في المباراة. بعد الهدف، طلب المدرب اللبناني من مدرب فلسطين الانتدابية آرثر بار أن يقتل المباراة. وصرح بار لاحقًا أن المدرب اللبناني سعى إلى الحفاظ على العلاقات الجيدة بين البلدين، وطلب عدم إلحاق بهم هزيم بطريقة قاسية. بدأ أصحاب الأرض بتمرير الكرة ذهابًا وإيابًا، وفاز منتخب فلسطين الانتدابية بنتيجة 5–1.

### تفاصيل المباراة
كانت المباراة أول مباراة دولية للبنان وأول هزيمة لها، كان فوز فلسطين الانتدابية هو الأول (والوحيد) في مباراة قبل أن يصبح منتخب إسرائيل بعد عام 1948.
| فلسطين الانتدابية                                                                           | 5–1   | لبنان           |
| ------------------------------------------------------------------------------------------- | ----- | --------------- |
| هيربيرت ميتنر 2' · ابراهام شنايدروفيتز 11' (ركلة.) · غاول ماكليس 32' · ويرنر كاسبي 40'، 60' | تقرير | كميل قرداحي 50' |

| فلسطين الانتدابية | لبنان |

| فلسطين الانتدابية |   |                                     |     |
|                   |   |                                     |     |
| GK                | – | بنيامين مزراحي (بيتار تل أبيب)      |     |
| RB                | – | شالوم شالومزون (مكابي تل أبيب)      |     |
| LB                | – | يعقوب برير (هبوعيل حيفا)            |     |
| RH                | – | زلمان فريدمان (هابوعيل تل أبيب)     |     |
| CH                | – | زفي فوكس (مكابي تل أبيب)            | 46' |
| LH                | – | حاييم رايش (هابوعيل تل أبيب)        |     |
| OR                | – | هربرت مايتنر (هابوعيل ريشون)        |     |
| IR                | – | زفي إيرليتش (هابوعيل تل أبيب)       |     |
| CF                | – | ويرنر كاسبي (بيتار تل أبيب)         |     |
| IL                | – | أفراهام شنايدروفيتس (هابوعيل ريشون) |     |
| OL                | – | غاول ماكليس (مكابي تل أبيب)         |     |
| البدلاء:          |   |                                     |     |
| GK                | – | عاصي آشر (هاكواه تل أبيب)           |     |
| LB                | – | لونيا دفورين (بيتار تل أبيب)        | 46' |
| CF                | – | بيري نوفيلد (مكابي تل أبيب)         |     |
| المدرب:           |   |                                     |     |
| أرثور بار         |   |                                     |     |

| لبنان |   |                                          |
|       |   |                                          |
| GK    | – | ناظم صياد (نادي الرياضة والأدب)          |
| RB    | – | يغيشه داريان (نادي السكة الحديد والمرفأ) |
| LB    | – | انطوان صقر (نادي السكة الحديد والمرفأ)   |
| RH    | – | غيراغوس (الهومنتمن)                      |
| CH    | – | توفيق بربير (نادي السكة الحديد والمرفأ)  |
| LH    | – | صلاح فلاح (نادي حلمي سبور)               |
| OR    | – | محي الدين الجارودي (نادي حلمي سبور)      |
| IR    | – | نيرسيس (نادي السكة الحديد والمرفأ)       |
| CF    | – | كميل قرداحي (نادي السكة الحديد والمرفأ)  |
| IL    | – | أوكسن أورفليان (الهومنتمن)               |
| OL    | – | جيرار عجميان (الهومنتمن)                 |

## بعد المباراة

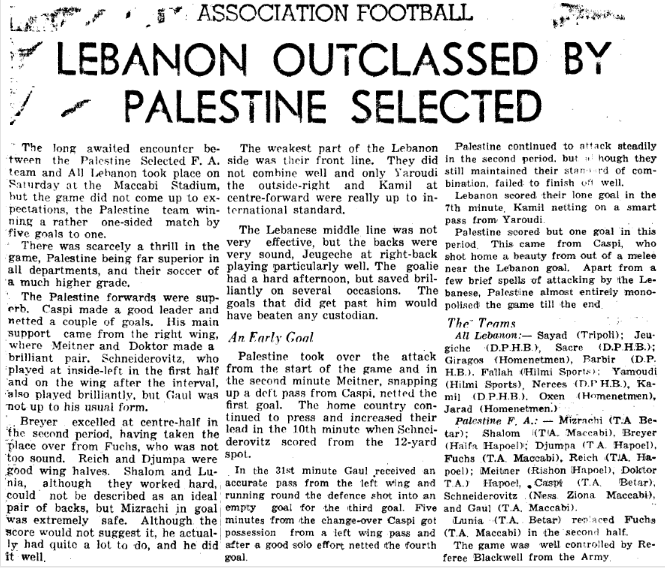
تقرير لصحيفة "جيروزاليم بوست" يصف تفاصيل مباراة كرة القدم الودية بين فلسطين الانتدابية ولبنان عام 1940.

وصفت صحيفة جيروزاليم بوست المباراة بأنها «أحادية الجانب إلى حد ما» وذكرت أنها لم ترق إلى مستوى التوقعات، مع تفوق أصحاب الأرض على الصعيدين البدني والفني. بشكل عام لعب فريق فلسطين الانتدابية بكفاءة طوال المباراة بأكملها؛ باستثناء الظهيرين (شالوم شالومزون ولونيا دفورين)، اللذين لم يتم اعتبارهما على قدر المساواة في الشوط الثاني. على الرغم من النتيجة كان حارس مرمى فلسطين الانتدابية بنيامين مزراحي ممتازا. بفضل هدفيه، أصبح الكابتن فيرنر كاسبي أول لاعب في المنتخب الإسرائيلي (خليفة فلسطين الإنتدابية) يسجل ثنائية. بعد المباراة، أعرب المعلقون عن استغرابهم من قرار المدرب آرثر بار استبعاد بيري نيوفيلد من المباراة، باعتبار أنه كان أحد «أبرز اللاعبين في ذلك الوقت».
ورغم أن المهاجمين الفلسطينيين سجلوا خمسة أهداف فيما بينهم، إلا أن الحارس اللبناني ناظم صياد أنقذ العديد من الكرات، والعديد منها «ببراعة»، ولعب بشكل جيد للغاية. وكتبت الصحيفة «إن الأهداف التي تجاوزته كانت ستهزم أي وصي». وأضافت صحيفة هبوكر (بالإنجليزية: HaBoker)‏: «حارس المرمى اللبناني لا يتحمل أي مسؤولية عن الأهداف الخمسة ولا يتحمل المسؤولية عنها». كانت الخطوط الأمامية للبنان «الحلقة الأضعف»، كما تابعت الصحيفة حيث كان مهاجم الوسط كميل قرداحي واليمين الخارجي محي الدين الجارودي هما الوحيدين «المتوافقين مع المعايير الدولية». على الرغم من أن خط الوسط اللبناني لم يكن «فعالاً للغاية» إلا أن خط الدفاع لعب بشكل جيد بشكل خاص، وخاصة يغيشه داريان في مركز الظهير الأيمن. بعد المباراة، انتظر المشجعون الفلسطينيون بحماس خارج غرفة خلع الملابس لتحية اللاعبين. كان آخر لاعبين خرجا من الملعب هما لونيا دفورين، الذي دعم زميله المصاب زفي فوكس. سافر كلاهما إلى مركز هداسا الطبي لتلقي العلاج. واتفق المدربان على إقامة مباراة ودية أخرى في بيروت عام 1941. ومع ذلك، فإن المباراة لم تؤت أكلها.
كانت مباريات لبنان الرسمية التالية جميعها مباريات ودية ضد سوريا (واحدة في عام 1942 واثنتان في عام 1947) حيث خسرت جميع المباريات الثلاث. لم تلعب إسرائيل أول مباراة رسمية لها بهويتها الجديدة حتى عام 1949، في مباراة ودية ضد قبرص، على الرغم من أنها لعبت مباراة غير رسمية ضد منتخب الولايات المتحدة تحت 23 سنة في عام 1948.
فيما يتعلق ب 12 لاعبا فلسطينيين، كانت المباراة هي الظهور الوحيد لثمانية (بنيامين مزراحي، يعقوب برير، زفي فوكس، هربرت مايتنر، زفي إرليش، ويرنر كاسبي، أفراهام شنايدروفيتس ولونيا دفورين) والمباراة الأخيرة لثلاثة (فريدمان، رايش وماتشليس). شالومزون، الذي ظهر لأول مرة في المباراة، سيصبح اللاعب الوحيد في المباراة الذي سيشارك مع المنتخب الإسرائيلي (وإن كان غير رسمي) في مباراة عام 1948 الودية ضد الولايات المتحدة تحت 23 سنة. أما بالنسبة للبدلاء الغير مستخدمين، فقد خاض نيوفيلد مباراتين دوليتين فقط في تصفيات كأس العالم 1938، حيث سجل مرة واحدة، في حين أن عاصي آشر لن يتم تغطيته في النهاية على المستوى الدولي، لا لفلسطين الانتدابية ولا لإسرائيل.
كانت المباراة هي المباراة الوحيدة لخمسة من لاعبي لبنان الأحد عشر (ناظم صياد، غيراغوس، توفيق بربير، نيرسي وأوكسن أورفليان). وخاض ثلاثة لاعبين مباراة أخرى ضد سوريا: انطوان صقر وصلاح فلاح في 19 أبريل 1942 وداريان في 4 مايو 1947. لعب اللاعبون الثلاثة المتبقون مباراتين وديتين أخريين، كلهم ضد سوريا: كميل قرداحي في (19 أبريل 1942 و 4 مايو 1947)، محي الدين الجارودي (في 19 أبريل 1942 و 18 مايو 1947) وجيرار عجميان في (4 مايو 1947 و 18 مايو 1947).

## وصلات خارجية
- تقرير المباراة في موقع مؤسسة آر إس إس إس إف
- تقرير المباراة في موقع الاتحاد اللبناني لكرة القدم
- تقرير المباراة في موقع اتحاد إسرائيل لكرة القدم